# Néstor el Cronista

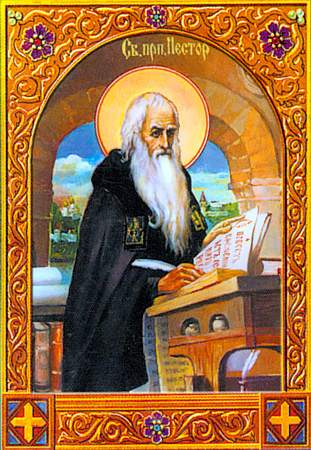
Sant Néstor el Cronista

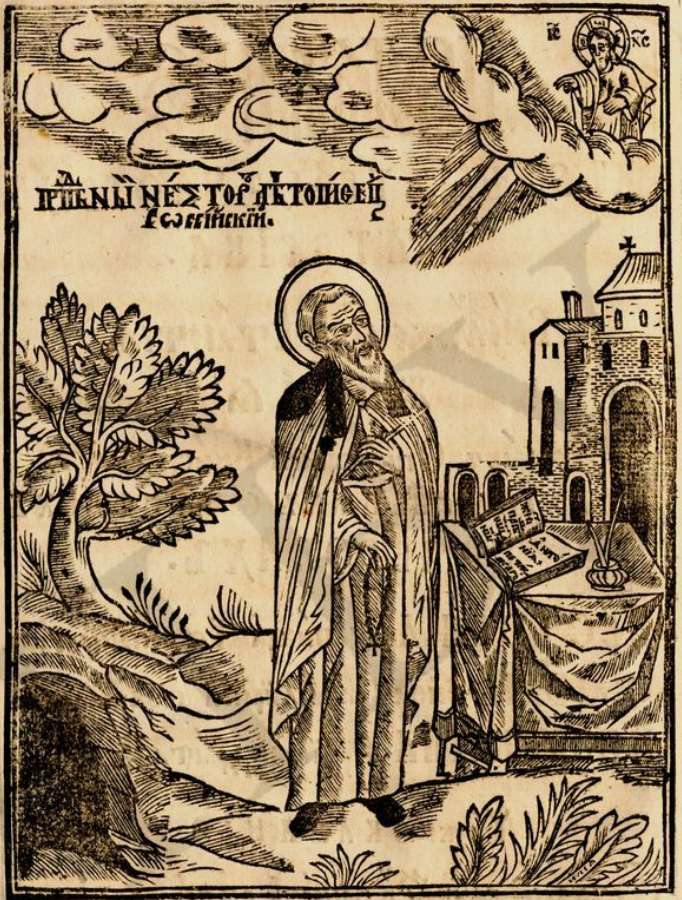
Néstor el Cronista, 1661

Néstor el Cronista (1056-1114) va ser un monjo del Monestir de les Coves de Kíev, i se li atribueix una de les primeres Cròniques dels Eslaus de l'Est, la Crònica Primària. És a més a més l'autor de la "Vida de Teodosi" i les "Vides de Borís i Gleb".

## Biografia
De la seva vida només sabem que se li va encarregar recuperar les relíquies de Sant Teodosi (missió en la qual va tenir èxit). S'especula que a més donava suport a el príncep Sviatopolk II de Kíev i el seu partit pro-escandinau, mentre que no li agradava la influència grega a Kíev.
La seva crònica comença amb el diluvi universal, i mostra que coneixia bé a altres historiadors romans d'Orient, com Joan Malales i Georgius Monachus. En la seva crònica es barregen també moltes llegendes, i probablement inclou fragments d'antics poemes èpiques que s'han perdut.
Si bé com a testimoni presencial només pot escriure sobre els regnats de Vsévolod I i Sviatopolk II de Kíev (1078-1112), va poder utilitzar els testimonis d'una altra gent - com Gyuryata Rógovich (en rua: Гюрята) de Nóvgorod i el noble Yan Vyshátich - per escriure d'altres èpoques i regions. Molts dels detalls etnològics esmentats per Néstor són de gran importància per als estudis actuals.
L'opinió moderna és que la  Crònica Primària  és una barreja de diferents autors, i que se li atribueix ja sigui perquè va escriure la major part o perquè va compilar els fragments